# Adolph von Pfretzschner
Adolphe de Pfretzschner (Adolph von Pfretzschner en allemand), baron de Pfretzschner, né le 15 août 1820 à Wurtzbourg et mort le 27 avril 1901 à Munich, est un homme politique bavarois.

## Biographie
Adolphe est le fils du capitaine de l'armée bavaroise Nicolas Pfretzschner. Il étudie le droit à Munich et travaille pour les districts de Haute-Bavière et de Moyenne-Franconie. En 1849, il devient ministre bavarois des Finances. En 1865, il est ministre au Commerce et des Travaux publics. Il entre de nouveau au gouvernement en 1866 en tant que ministre des Finances. En 1872, il est nommé ministre des Affaires extérieures de Bavière ainsi que président du Conseil des ministres par Louis II. L'année suivante, il intègre à vie le Conseil d'Empire de Bavière (de).
Adolphe de Pfretzschner est une personnalité libérale modérée. En 1880, Bismarck le pousse à la démission de ses fonctions ministérielles. Le lendemain de sa démission, il est anobli et élevé au rang de freiherr, c'est-à-dire baron.
Il ne doit pas être confondu avec son cousin Charles Pfretzschner, banquier de Kronach et membre du Zollparlament.